# Венгеровський район
Венгеровський район — муніципальне утворення в Новосибірській області Росії.
Адміністративний центр — селище Венгерово.

## Географія
Район розташований на заході Новосибірської області, в північно-західній частині Барабинської низовини. Межує з Киштовським, Сєвєрним, Куйбишевським, Чановським, Татарським, Усть-Тарцьким районами Новосибірської області. Територія району за даними на 2008 рік — 631,3 тис. га, у тому числі сільгоспугіддя — 557,3 тис. га (88,3 % всієї площі). По території району протікає права притока Іртиша річка Омь.

## Історія
Район утворений в 1925 році під найменуванням Спаський район у складі Барабинського округу  Сибірського краю, з 1930 року — у складі Західно-Сибірського краю. В 1933 році райцентр село Спаське було перейменовано в Венгерово, а Спаський район — в Венгеровський район. В 1937 році район був включений у новоутворену Новосибірську область.

## Населення
| 2002    | 2009    | 2010    | 2011    | 2012    | 2013    | 2014    |
| ------- | ------- | ------- | ------- | ------- | ------- | ------- |
| 22 877  | ▼21 596 | ▼21 483 | ▼20 362 | ▼20 133 | ▼19 790 | ▼19 532 |
| 2015    | 2016    | 2017    | 2018    | 2019    |         |         |
| ▼19 349 | ▼19 076 | ▼18 976 | ▼18 812 | ▼18 621 |         |         |